# Françoise Armand
Françoise Armand, née le 14 août 1960 à Béziers, est une chercheuse en éducation et professeure émérite de didactique du français langue seconde à l'Université de Montréal. 
Originaire de la France, elle a orienté ses travaux depuis les années 1990 vers la promotion du français en milieu pluriethnique et plurilingue. Pionnière de l'approche de l'Éveil aux langues au Québec, elle a contribué à l'intégration scolaire des élèves issus de l'immigration et au développement d'une éducation inclusive en valorisant le plurilinguisme. Ses recherches et initiatives (notamment le projet ÉLODiL) lui ont valu de nombreuses distinctions, dont le prix Georges-Émile-Lapalme en 2024.

## Jeunesse et formation
Françoise Armand naît le 14 août 1960 à Béziers, en France.
Elle effectue ses études universitaires en France puis au Québec. Elle est titulaire d'un doctorat en didactique obtenu à l'Université de Montréal en 1995. Sa thèse de doctorat porte sur les effets des connaissances antérieures sur la compréhension de texte. Durant la rédaction de sa thèse, elle commence sa carrière professorale en 1994 en rejoignant le Département de didactique de l'Université de Montréal comme professeure.

## Carrière
Après son recrutement à l'Université de Montréal, Françoise Armand concentre son enseignement et ses recherches sur la didactique du français langue seconde en contexte multiethnique. Elle dispense des cours de formation des maîtres portant sur l'enseignement du français aux élèves allophones et intervient également dans la formation continue des enseignants en exercice. En 2002, elle prend la direction du Centre d'excellence Immigration et métropoles (partie du réseau Metropolis financé par le CRSH et Citoyenneté et Immigration Canada), qu'elle dirige jusqu'en 2007. À ce poste, elle favorise l'émergence de recherches multidisciplinaires sur l'immigration et l'intégration en collaboration avec des décideurs publics et des organismes communautaires, pilotant plus de 150 projets et organisant en 2004 la 7e conférence nationale Metropolis à Montréal.
Parallèlement, Françoise Armand s'implique dans des organisations consacrées à l'éducation en contexte de diversité linguistique. Elle est active au sein de l'association internationale Éducation et Diversité Linguistique et Culturelle (EDiLiC) dès 2006, occupant successivement les fonctions de secrétaire, présidente, vice-présidente puis présidente d'honneur de cette association dédiée à l'éveil aux langues,. À l'Université de Montréal, elle occupe jusqu'en 2022 le poste de secrétaire générale associée et conseillère spéciale en matière d'équité, de diversité et d'inclusion, ainsi que de relations avec les Premiers Peuples. Elle est nommée professeure émérite de l'Université de Montréal après avoir pris sa retraite de l'enseignement.

## Contributions majeures
Les travaux de Françoise Armand s'inscrivent dans le champ de la didactique des langues secondes, notamment de l'apprentissage de la lecture et de l'écriture en français langue seconde, en conjuguant les dimensions cognitives et socio-affectives de l'acquisition d'une langue. S'inspirant des recherches européennes d'Eric Hawkins et de ses successeurs (Michel Candelier, Christiane Perregaux), elle adapte au contexte québécois l'approche de l'éveil aux langues, qui intègre les langues d'origine des élèves dans l'enseignement du français. Elle est ainsi à l'origine du projet ÉLODiL (Éveil au langage et Ouverture à la Diversité Linguistique), lancé dans les années 2000, qui vise à soutenir l'apprentissage du français par les élèves allophones tout en valorisant leur bagage linguistique. Ce projet a abouti à la création d'un site web riche en ressources pédagogiques (guides, activités, vidéos en classe, web-documentaires et articles scientifiques) destiné aux enseignants. 
Parmi les initiatives novatrices qu'elle a pilotées figurent une recherche-action dans des classes d'accueil au secondaire intégrant des ateliers de théâtre et la rédaction de récits identitaires plurilingues pour développer la compétence en français des nouveaux arrivants, ainsi qu'un projet visant à faciliter l'entrée dans l'écrit d'enfants d'âge préscolaire par l'utilisation d'albums jeunesse plurilingues (traduits en plus de 20 langues et accompagnés d'enregistrements audio multilingues). Ses travaux ont également influencé les politiques éducatives québécoises en matière d'accueil et de francisation des élèves issus de l'immigration : le ministère de l'Éducation a sollicité son expertise pour l'élaboration de politiques et la production d'outils pédagogiques favorisant la prise en compte de la diversité linguistique en milieu scolaire.

## Prix et distinctions
- Prix d'excellence en enseignement (Université de Montréal, 1999) – récompense institutionnelle soulignant la qualité de son enseignement[2].
- Prix Acfas Jeanne-Lapointe (2020) – Elle est la toute première lauréate de ce prix décerné par l'Association francophone pour le savoir (Acfas) pour l'excellence de ses recherches en sciences de l'éducation[5].
- Prix Monique-Vaillancourt-Antippa (2021) – remis par l'Association d'éducation préscolaire du Québec pour saluer sa contribution au domaine de l'éducation préscolaire[5].
- Ordre des francophones d'Amérique (2022) – elle est décorée de cette distinction par le Conseil supérieur de la langue française du Québec pour sa contribution à la vitalité de la langue française en Amérique[5].
- Ordre de l'excellence en éducation du Québec (promotion 2023) – elle est nommée membre de cet ordre honorifique qui reconnaît les acteurs marquants du système éducatif québécois[5].
- Prix Ghislaine-Coutu-Vaillancourt (2024) – décerné par l'Association québécoise des enseignants de français langue seconde, en reconnaissance de son apport à l'enseignement du français langue seconde[5].
- Prix Georges-Émile-Lapalme (2024) – il lui est attribué dans le cadre des Prix du Québec pour souligner sa contribution exceptionnelle à la promotion et au rayonnement de la langue française au Québec[1].